# Sequoyah megye
Sequoyah megye az Amerikai Egyesült Államokban, azon belül Oklahoma államban található. Megyeszékhelye és legnagyobb városa Sallisaw. Lakosainak száma 39 281 fő (2020. április 1.). Sequoyah megye Adair, Le Flore, Crawford, Sebastian, Haskell, Muskogee és Cherokee megyékkel határos.

## Népesség
A megye népességének változása:
| Lakosok száma | 19 773 | 18 001 | 23 370 | 30 749 | 33 828 | 41 952 | 41 396 | 41 218 | 41 153 | 39 281 |
|               | 1950   | 1960   | 1970   | 1980   | 1990   | 2011   | 2012   | 2013   | 2015   | 2020   |